# Exist†trace
exist†trace（イグジスト・トレイス）は、日本のバンド。

## 概要
2003年6月に結成された、シーンでは珍しい全員女性のヴィジュアル系バンド。
結成当時は女性だけのヴィジュアル系バンドがおらず、女子だけで面白いことができたらいいという考えに共感したメンバーが集まり、ほぼ男性しかいないヴィジュアル系だからこそ、自分たちが先駆者になって変えて行こうとバンドをスタート。「存在の痕跡」をコンセプトに掲げ、関東を中心に活動を開始する。
活動範囲は日本国内にとどまらず、インディーズ時代から年1回のペースでヨーロッパ、アメリカでのライヴやイベント出演等を積極的にこなしており、Facebookを通じて日本国外に情報発信している。
通称は「イグ」でファンは「イグファミリー」と呼ばれている。

## メンバー
- Vocal:ジョウ（4月10日生まれ、AB型）
- Guitar:乙魅（おみ）（3月20日生まれ、AB型）
- Guitar&Vocal:miko（3月7日生まれ、B型）
- Bass:猶人（なおと）（10月5日生まれ、B型）
- Drums:Mally（マリー）（11月27日生まれ、A型）

### サポートメンバー
- サポートGuitar:耶摩

## 来歴
2003年6月15日、ジョウ、miko、猶人、Mallyの4人で結成。
2004年3月14日、乙魅の加入で5人編成となり、同年4月に1stライブを決行。その後、2006年10月にSequence Recordsに所属。2007年末にジョウが体調不良により入院したため、翌2008年5月17日をもって活動を休止した。その後同年8月29日より活動を再開。
2008年12月にSequence Recordsを卒業し、2009年1月よりMonster's incの所属となった。
2010年12月15日、6thアルバム『TWIN GATE』のUS盤リリースによりアメリカ進出。2011年4月にシアトルで開催された大型アニメコンベンション『Sakura-Con 2011』にゲスト出演。
2011年1月9日、渋谷BOXXで行われた単独公演でメジャーデビューを発表。6月15日、徳間ジャパンコミュニケーションズよりミニアルバム『TRUE』でメジャーデビューと同時に、全米でダウンロード販売開始、さらに全米でCDデビューが決定する。10月3日、ニッポン放送にて『exist†traceのミュージック・パーティー』開始（SISTER JETの後任。担当はジョウ）。10月10日よりフジテレビ系『たけしのコマ大数学科』エンディングテーマとして「Daybreak 〜13月の色彩〜」が起用された。
2012年3月15日から、ボストン、ニューヨーク、フィラデルフィアの3都市でアメリカ東海岸ツアーを敢行。ピッツバーグでアニメコンベンション『TEKKOSHOCON』に出演後、ツアーファイナルの3月25日、Hard Rock CAFE PITTSBURGHで日本人バンドとして初ライヴを行った。5月23日にメジャー1stアルバム『VIRGIN』をリリース。
2014年9月24日、メジャー2ndアルバム『WORLD MAKER』をリリース。

## ディスコグラフィ

### インディーズ
デモテープ・MD
シングル
ミニアルバム
アルバム
参加オムニバス
1. Drive Up!! vol.1（2005年4月15日）
2. SUMMIT 03（2006年11月29日）
3. Deviant's Struggle（2007年5月5日）
4. Seduction#1（2007年12月26日）
5. SUMMIT 04（2008年1月30日）
6. SUMMIT 05（2008年12月10日）
7. Shock Edge 2009（2009年10月14日）
8. NEO VOLTAGE（2010年5月26日）

### メジャー
シングル
ミニアルバム
アルバム
DVD

## ラジオ
- ニッポン放送『exist†traceのミュージック・パーティー』（2011年）